# Polymetme
Polymetme es un género de peces que pertenece a la familia Phosichthyidae.

## Especies
Especies reconocidas del género:
- Polymetme andriashevi Parin & Borodulina, 1990
- Polymetme corythaeola (Alcock, 1898)
- Polymetme elongata (Matsubara, 1938)
- Polymetme illustris McCulloch, 1926
- Polymetme surugaensis (Matsubara, 1943)
- Polymetme thaeocoryla Parin & Borodulina, 1990